# Dana Ghia
Felicita Ghia, conhecida artisticamente como Dana Ghia (Milão, 13 de julho de 1932 — Mori, 15 de janeiro de 2024), foi uma cantora e atriz italiana.
Ainda adolescente, trabalhou como modelo, mas seu interesse era pela música. No início da década de 1950, cantava em shows estudantis e numa desta apresentações, foi descoberta pelo cantor Luciano Tajoli. Luciano, que tinha um programa musical numa rádio, patrocinou o início de sua carreira e sob a orientação do maestro e compositor Carlo Savina, Dana firmou-se como cantora, apresentando-se em rádios, gravando discos e fazendo turnês, além de participações em festivais.
Na década de 1960, Dana começou a fazer turnês internacionais e com essa visibilidade, foi convidada a trabalhar como atriz. Sua estreia, nesta carreira, foi na comédia musical "Questo pazzo, pazzo mondo della canzone", de 1965. Anteriormente, sua imagem foi utilizada na produção "Tentazioni proibite", de 1963, mas este foi um filme experimental que utilizou tomadas involuntárias de forma ilegal de várias personalidades, não caracterizando, assim, um atuação profissional.
Entre 1965 e 1986, trabalhou em mais de trinta produções no cinema e televisão, incluindo filmes como: El Desperado, Queimada!, ...continuavano a chiamarlo Trinità, La moglie del prete, Peccati di gioventù. Sua carreira de atriz foi marcada pelos diferentes nomes creditados nos filmes, utilizando variantes como: Ghia Arlen, Arlen Ghia, Ghia Felicita, Diana Madigan, além do corriqueiro Dana Ghia.

## Morte
Dana Ghia morreu no dia 15 de janeiro de 2024, aos 91 anos.